# Сельское поселение «Усть-Теленгуйское»
Се́льское поселе́ние «Усть-Теленгуйское» — муниципальное образование в Шилкинском районе Забайкальского края Российской Федерации.
Административный центр — село Усть-Теленгуй.

## История
Статус и границы сельского поселения установлены Законом Читинской области от 19 мая 2004 года «Об установлении границ, наименований вновь образованных муниципальных образований и наделении их статусом сельского, городского поселения в Читинской области».

## Население
| 2010 | 2011 | 2012 | 2013 | 2014 | 2015 | 2016 |
| ---- | ---- | ---- | ---- | ---- | ---- | ---- |
| 678  | ↘677 | ↗682 | →682 | ↘674 | ↘654 | ↘629 |
| 2017 | 2018 | 2019 | 2020 | 2021 |      |      |
| ↘622 | ↘617 | ↘614 | ↘604 | ↘451 |      |      |

## Состав сельского поселения
| № | Населённый пункт | Тип населённого пункта       | Население |
| - | ---------------- | ---------------------------- | --------- |
| 1 | Верхний Теленгуй | село                         | ↘94       |
| 2 | Макарово         | село                         | 59        |
| 3 | Усть-Теленгуй    | село, административный центр | ↘441      |